# Pachypappella
Pachypappella är ett släkte av insekter som beskrevs av Baker 1920. Enligt Catalogue of Life ingår Pachypappella i familjen långrörsbladlöss, men enligt Dyntaxa är tillhörigheten istället familjen pungbladlöss.
Kladogram enligt Catalogue of Life och Dyntaxa:
| Pachypappella | \| \| Pachypappella aliquipila \| \| \| \| \| \| Pachypappella lactea \| \| \| \| |
|               | \| \| Pachypappella aliquipila \| \| \| \| \| \| Pachypappella lactea \| \| \| \| |
|               | Pachypappella aliquipila                                                          |
|               |                                                                                   |
|               | Pachypappella lactea                                                              |
|               |                                                                                   |